# Leslie Manigat
Leslie François Manigat (* 13. August 1930 in Port-au-Prince; † 27. Juni 2014 ebenda) war ein haitianischer Historiker, Pädagoge und Politiker. Im Jahre 1988 war er für einige Monate Präsident von Haiti.

## Leben

### Studium und berufliche Laufbahn
Manigat entstammte einer Familie von Pädagogen und Politikern aus dem Norden Haitis. Sein Großvater François Manigat war General und Ende des 19. Jahrhunderts Präsidentschaftskandidat. Als Jüngstes von vier Kindern eines Mathematiklehrers an einer Sekundarschule und einer Grundschullehrerin absolvierte er ein Studium der Philosophie an der Sorbonne. Nach dem Abschluss seines Studiums trat er 1953 als Mitarbeiter in den Dienst des Außenministeriums. 1958 war er auf Wunsch des neuen Präsidenten François Duvalier Gründer und erster Direktor der Schule für Internationale Studien der Université d’État d’Haïti. Allerdings beschuldigte ihn Duvalier 1960 der Vorbereitung eines Studentenprotestes, so dass er zeitweilig inhaftiert wurde und kurz darauf ins Exil ging.
Später war er als Professor für Politische Wissenschaften tätig und hielt Vorlesungen über Weltgeschichte und Pädagogik an der angesehenen Universität Paris VIII in Vincennes.
Neben seiner Tätigkeit als Hochschullehrer war er auch Autor von Aufsätzen zur Erziehung in den haitianischen Tageszeitungen Le Nouvelliste, der ältesten Zeitung Haitis, La Phalange und Le Matin. Zu seinen weiteren Veröffentlichungen gehören:
- Une date littéraire, un événement pédagogique. Essay, Port-au-Prince 1962 (Ein literarisches Datum, ein pädagogisches Ereignis)
- L’Amerique latine au XXe siècle. Universität Paris I, Éditions Richelieu, 1973 (Lateinamerika im 20. Jahrhundert; Neuauflage 1991 bei Éditions du Seuil, Paris)
- The Caribbean Yearbook Of International Relations. Ausgabe 1976

2004 wurde ihm auf der Internationalen Buchausstellung von Miami der Große Literaturpreis von Haiti verliehen. Dabei setzte er sich gegen die ebenfalls nominierten Edwidge Danticat, René Depestre, Jean-Claude Fignolé, Odette Roy-Fombrun, Frankétienne, Gary Klang, Dany Laferrière und Josaphat-Robert Large durch.

### Präsident von Februar bis Juni 1988 und Präsidentschaftskandidatur 2006
Manigat war 1979 Gründer einer politischen Partei in seinem Exil in Venezuela. Sein Wahlkampfmanager Robert Benodin organisierte eine bewaffnete Truppe, mit der er Anfang der 1980er Jahre eine Invasion in Haiti plante.
Aus den vom Militär kontrollierten Präsidentschaftswahlen vom 17. Januar 1988 ging er nach Angaben des Provisorischen Wahlrates (Conseil Electoral Provisoire) als Sieger hervor und erhielt mit 50,29 Prozent mehr Stimmen als die übrigen zehn Kandidaten zusammen. Die Wahl wurde nur von wenigen Historikern und Wahlbeobachtern als demokratisch betrachtet.
Am 7. Februar 1988 folgte seine Amtseinführung, bei der er das Amt des Präsidenten von Haiti von Generalleutnant Henri Namphy übernahm. Nach einer Amtszeit von nur viereinhalb Monaten wurde er am 20. Juni 1988 von General Namphy wiederum gestürzt, nachdem er diesen als Oberkommandierenden der Streitkräfte hatte absetzen wollen.
Bei den Präsidentschaftswahlen vom Februar 2006 kandidierte er als Vorsitzender der Oppositionspartei Rassemblement des Démocrats Nationaux Progressivstes (RNDP) erneut als Präsident, unterlag aber dem Wahlsieger René Préval, der 51,15 Prozent erhielt. Manigat erreichte mit 12,40 Prozent der Wählerstimmen den zweiten Platz von 35 Präsidentschaftsbewerbern.
Leslie Manigat war in zweiter Ehe mit Mirlande Manigat verheiratet. Aus der Beziehung ging eine Tochter hervor. Bei der Präsidentschaftswahl 2010/11 trat seine Ehefrau für die RNDP an.

## Werke
L’Amérique latine au XXe siècle (1889–1929), Éditions Richelieu, Paris 1973.